# جوان هينريكز
جوان هينريكز (بالإسبانية: Joan Henríquez)‏ هو لاعب كرة قدم تشيلي، ولد في 25 أبريل 1986 في سانتياغو في تشيلي. لعب مع فيرست فيينا ونادي أوهيجينس ونادي بالستينو.

## وصلات خارجية
- جوان هينريكز على موقع قاعدة بيانات كرة القدم.إي يو (الإنجليزية)
- جوان هينريكز على موقع Soccerway.com (الإنجليزية)